# Petr Lukáš
Petr Lukáš (Praga, 24 aprile 1978) è un calciatore ceco, difensore del Teplice, di cui è il capitano.

## Carriera

### Club
Debutta con il LASK Linz il 12 febbraio 2011 nella sconfitta casalinga per 0-1 contro il Mattersburg.

## Palmarès

### Club

#### Competizioni nazionali
- Campionato ceco: 5

Sparta Praga: 1996-1997, 1997-1998, 1998-1999, 1999-2000
Slovan Liberec: 2001-2002
- Coppa della Repubblica Ceca: 2

Sparta Praga: 2005-2006
Teplice: 2008-2009